# عبد المقصود عبد الكريم
عبد المقصود عبد الكريم (1 يونيو 1956، طنامل، محافظة الدقهلية - ) هو شاعر ومترجم واستشاري طب نفسي مصري.

## الشعر
- أزدحم بالممالك: أصوات، 1980. الهيئة المصرية العامة للكتاب، 1992.
- يهبط الحلم بصاحبه: هيئة قصور الثقافة، 1993، مكتبة الأسرة، 2007.
- للعبد ديار وراحلة: مكتبة الأسرة، 2001.
- كما لم تكن قط، 2021.[3]

## الترجمة
- فنتازيا الغريزة، د. ه. لورانس: دار الهلال، 1993.
- الحكمة والجنون والحماقة، رونالد دافيد لانج: الهيئة المصرية العامة للكتاب، 1996.
- نظرية الأدب المعاصر وقراءة الشعر، ديفيد بشبندر: الهيئة المصرية العامة للكتاب، 1996. طبعة ثانية، مكتبة الأسرة 2005.
- قصر الضحك، زبجنيف: هيئة قصور الثقافة، 1997.
- جاك لاكان وإغواء التحليل النفسي، مجموعة من المؤلفين، إعداد وترجمة: المجلس الأعلى للثقافة، 1999.
- الرجل البطئ، كوتسي: الهيئة المصرية العامة للكتاب، سلسلة الجوائز، 2007.
- أسطنبول: المدينة والذكريات، أورهان باموق: الهيئة المصرية العامة للكتاب، سلسلة الجوائز، 2008.
- إليزابيث كستلو، كوتسى: الهيئة المصرية العامة للكتاب، سلسلة الجوائز، 2008.
- العار، كوتسى: الهيئة المصرية العامة للكتاب، سلسلة الجوائز، 2009.
- أنا أورهان وإلى، مختارات من شعر أورهان وإلى: سلسلة آفاق عالمية، الهيئة العامة لقصور الثقافة، 2009.
- القصر الزجاجي، أميتاف جوش: المركز القومى للترجمة، 2009.
- فرويد وبروست ولاكان، مالكولم بوي: المركز القومى للترجمة، 2009.
- أفكار شكسبير، أشياء أخرى في السماء والأرض، ديفيد بِفينجتون: دار آفاق بالتعاون مع المركز القومى للترجمة، 2010.
- الجاذبية المميتة، سوزان ليونارد: المركز القومى للترجمة، 2010.
- داى، أ. ل. كيندى، سلسلة الجوائز، الهيئة المصرية العامة للكتاب، 2010.
- الإعداد والانتحال، جولى ساندرز، المركز القومى للترجمة، 2010.
- علي ونينو، رواية، قربان سعيد، سلسلة آفاق عالمية، 2010.
- فضائح الترجمة، لورانس فينتى، المركز القومى للترجمة، 2010.
- الشخصية واضطراباتها والعنف، ماري ماكموران - ريتشارد هوارد، 2011.
- تغير المناخ العالمي بين العلم والسياسة، اندرو دسلر- ادوارد أ ـ بارسون، 2014.
- قصر القمر، بول أوستر، 2015.[4]
- مستر فيرتيجو، بول أوستر، 2015.
- السرد والهوية: دراسات في السيرة الذاتية والذات والثقافة، جينز بروكميير - رونال كربو، 2015.
- الكتابة وأشكال التعبير في إسلام القرون الوسطى: آفاق المسلم، جوليا براي، 2015.
- العوالم الرمزية : الفن والعلم واللغة والطقوس، إسرائيل شيفلر، 2016.[5]
- موسوعة الأدب العربي حتى نهاية العصر الأموي، تأليف: نخبة، 2017.[6]
- طفولة جيسوس، ج.م كوتسي، 2017.[7]
- الجينات القذرة، بن لينش، 2019.
- الرسائل الجزء الأول، إرنست هيمنجواي، 2020.[8]
- الرسائل الجزء الثاني، إرنست هيمنجواي، 2020.
- التفرد والنرجسية: سيكولوجيا الذات في أعمال يونج وكوهت، ماريو جاكوب، 2020.[9]
- أشباح في الدماغ، ساندرا بلكسلي - ف. س. راماشاندران، 2020.[10]
- عشيق الليدي تشاترلي، ديفيد هربرت لورانس، 2021.
- حين تغرب الشمس، أشوك ساهني، 2021.[11]
- حكمة السيكوباتيين، كيفن داتون، 2021.
- صرخة من أجل المعنى، فيكتور إميل، 2021.
- الموت والاحتضار، اليزابيث كوبلر روس، 2021.
- البحث عن الوعي، كريستوف كوخ، 2021.
- لا سير بلا وقود: تعديل العلاقة بالشريك والوالدين والأبناء، جونيس ويب، 2022.
- صوت الخبرة، ر.د. لانج، 2022.
- آلات تشبهني، إيان ماك إيوان، 2022.[12]
- حين التقى المسيحيون بالمسلمين أوّل مرة: مرجع أقدم الكتابات السريانية عن الإسلام، مايكل فليب بن، 2022.[13]
- السير بلا وقود: التغلب على الإهمال العاطفي في الطفولة، جونيس ويب - كريستين موسيلو، 2023.
- الحياة الخفية لآدي لارو، فيكتوريا إي شفاب، 2023.
- الذات المنقسمة دراسة وجودية في العقل والجنون، ر.د.لانج، 2023.[14]
- إله اللاشعور: الإنسان والبحث عن المعنى النهائي، فيكتور فرانكل، 2023.[15]

## الدراسات
جماليات الحلم والنسيان: دراسة في الحلم والشعر، تحت الطبع.